# Andrzej Smolarski
Andrzej Zdzisław Smolarski (ur. 10 października 1927 w Zakopanem, zm. 31 marca 2018 w Krakowie) – polski inżynier, profesor Instytutu Mechaniki Górotworu PAN w Krakowie, członek rzeczywisty Polskiej Akademii Nauk, członek czynny Polskiej Akademii Umiejętności.

## Życiorys
Urodził się jako syn płk. Władysława Smolarskiego i Heleny z domu Czaplickiej, córki cenionego zakopiańskiego lekarza i społecznika Zdzisława Czaplickiego. W Zakopanem uczęszczał do szkoły powszechnej, potem handlowej i zawodowej zegarmistrzowskiej, równocześnie pobierając naukę na tajnych kompletach.
W 1946 roku rozpoczął studia na wydziale Elektromechanicznym krakowskiej Akademii Górniczej. Podczas studiów asystent wolontariusz w Katedrze Mechaniki i Wytrzymałości Materiałów AGH u prof. Stefana Ziemby, następnie młodszy asystent w Katedrze Mechaniki Politechniki Krakowskiej. Od 1953 asystent prof. Jerzego Litwiniszyna w Zakładzie Mechaniki Ośrodków Ciągłych PAN, później w Pracowni Reologii Instytutu Podstawowych Problemów Techniki PAN. Uchwałą Rady Wydziału Górniczego AGH z dnia 25 stycznia 1967 nadano mu stopień naukowy docenta. Od 1968 był kierownikiem Pracowni Zastosowań Fizyki przekształconej później w Pracownię Metrologii Przepływów Instytutu Mechaniki Górotworu PAN w Krakowie.
Pierwsze prace wykonywane pod kierunkiem prof. Ziemby dotyczyły tłumienia drgań i zjawiska kawitacji. Następnie pod kierownictwem prof. Litwiniszyna zajmował się mechaniką ośrodka stochastycznego i przedstawił pracę doktorską "Teoria ośrodka stochastycznego ukośnie uwarstwionego". Badania teoretyczne i eksperymentalne podsumował rozprawą habilitacyjną. „O niektórych zastosowaniach liniowych modeli matematycznych do mechaniki górotworu”. Kolejnym przedmiotem jego zainteresowań naukowych stała się metrologia przepływów, zwłaszcza w zakresie niewielkich prędkości. Poza pracami z termoanemometrii klasycznej prowadził badania nad zastosowaniem fal cieplnych w pomiarach prędkości przepływu. Współpracował w tym zakresie z Instytutem Maxa Plancka w Getyndze, a prowadzone prace przyniosły uznanie w środowisku naukowym zarówno jemu jak i jego zespołowi. Kolejnym jego obszarem badań było zjawisko nagłych wyrzutów gazu i skał, które po dziś dzień ma duże znaczeniu praktyczne dla górnictwa podziemnego zwłaszcza w aspekcie bezpieczeństwa eksploatacji. Z ważniejszych jego prac poświęconych tej tematyce wymienić należy „Mathematical model of the phenomena in the system of gas-coal”. 5 lutego 1976 uzyskał tytuł naukowy profesora nauk technicznych. Ostatnio swoje zainteresowania badawcze koncentrował na zagadnieniu przepływu krwi w naczyniach mózgowych, czego efektem była praca „Pressure–flow relation of arterial segments of variable geometry”.
Smolarski był rzeczywistym krajowym członkiem na III Wydziale Nauk Ścisłych i Nauk o Ziemi oraz VII Wydziału Nauk Górniczych i Nauk o Ziemi Polskiej Akademii Nauk. W 1989 został członkiem Polskiej Akademii Umiejętności.
Profesor jest autorem bądź współautorem 60 publikacji naukowych i 12 patentów. Wypromował 7 doktorów nauk, z których dwóch zostało samodzielnymi pracownikami naukowymi.
Profesor Smolarski był wybitnym znawcą i hodowcą storczyków. Korzystając z częstych podróży zagranicznych sprowadził do Ogrodu Botanicznego UJ wiele ciekawych egzemplarzy. Wyhodował (razem z inż. Kazimierzem Batko) kilka interesujących odmian. Był Członkiem Honorowym Towarzystwa Ogrodniczego w Krakowie. Prof. Smolarski, był uczonym o szerokiej wiedzy, którą zawsze życzliwie potrafił dzielić się ze współpracownikami.

Żoną profesora była Irena Smolarska. Ich synem jest Krzysztof Smolarski.

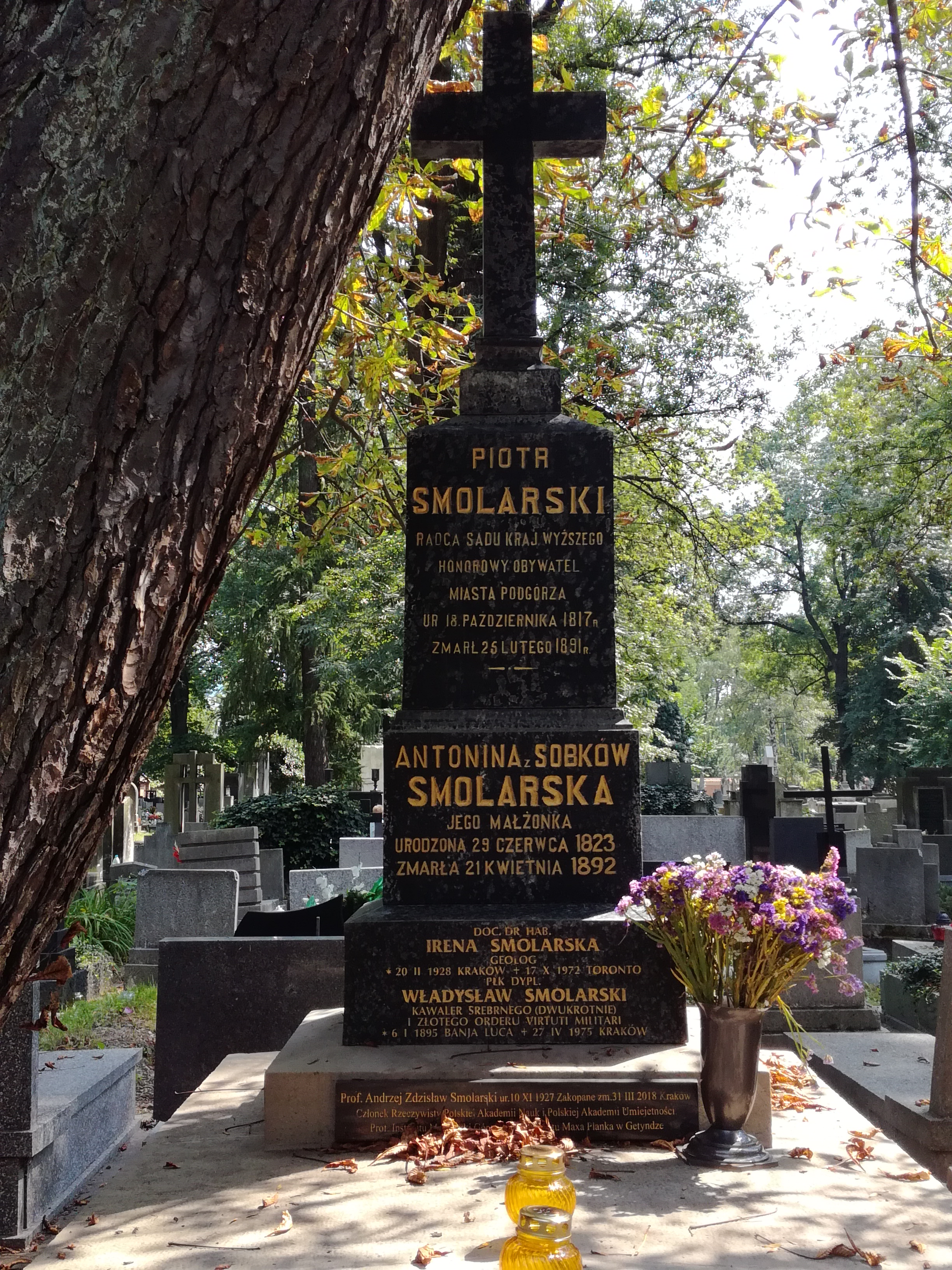
Grób Smolarskich na cmentarzu Rakowickim w Krakowie

Zmarł w Krakowie, pochowany 6 kwietnia 2018 na cmentarzu Rakowickim (kwatera CA-zach-po prawej Geislerów).

## Ordery i odznaczenia
- Krzyż Kawalerski Orderu Odrodzenia Polski[8]
- Krzyż Oficerski Orderu Odrodzenia Polski[8]
- Złoty Krzyż Zasługi (28 listopada 1953)[10]
- Złota Odznaka „Za pracę społeczną dla Miasta Krakowa”

## Nagrody
- Nagroda Państwowa II stopnia (zespołowa) za opracowanie zagadnienia tąpań w górnictwie węglowym (1955)[11]